# Alfred Agache (urbaniste)
Pour les articles homonymes, voir Alfred Agache et Agache.
Alfred Hubert Donat Agache est un urbaniste français (1875-1959).
Il est un contemporain d'Henri Prost, de Jacques Marcel Auburtin, de Henri Sellier[pourquoi ?] et de la loi Cornudet.

## Biographie

### Enfance et formation
Alfred Agache est né en 1875 dans une famille relativement aisée. Il est le fils d'Auguste Agache et le neveu du peintre Alfred Agache. Un autre frère de son père Édouard Agache, époux de Lucie Kulhmann, la fille de l'industriel d'origine alsacienne Frédéric Kuhlmann, était un industriel dans le textile et la chimie dans la région de Lille. L'entourage familial, qui le destina à une carrière de musicien qu'il ne suivra finalement pas, laissera des traces sur Alfred Agache aussi bien dans sa sensibilité artistique que dans sa faculté de compréhension de la mutation du système industriel.
Il étudia l'architecture à l'École des beaux-arts, puis la sociologie au collège libre des sciences sociales où il se familiarisera avec la pensée de Durkheim.
Il adhéra ensuite au Musée social en 1902. Il devint en 1904 chef de mission d'une de ses antennes, le World's Fair, à Saint-Louis aux États-Unis.
Ces quelques événements eurent chacun un impact remarquable sur l'œuvre d'Agache : l'intérêt pour l'art et l'embellissement lui a sans doute été transmis par son milieu familial, de même que la prise de conscience de la mutation de la société et l'industrialisation massive, alors qu'il a dirigé pendant la guerre les Etablissements Kuhlmann. Ses études ensuite, spécialement au Collège libre des sciences sociales. Enfin, voyage aux États-Unis dont il ramena au moins un élément : la maison pour tous.

### Chronologie de ses principales réalisations
- 1911 : Réalisation du plan de la ville de Dunkerque. Son objectif principal est de relier la ville de Dunkerque aux villes périphériques industrialisées, par le biais de voies routières, ferrées et fluviales, de darses…
- 1911 : Membre fondateur de la Société française des urbanistes
- 1912 : Plan de Canberra.
- 1913 : Il devient secrétaire général du Musée social. Il donne un des premiers cours relatif à l'urbanisme au collège libre des sciences sociales.
- 1915 : Il participe à la reconstruction des cités détruites. Agache publie en 1915 avec Auburtin (architecte du gouvernement) et Redont (architecte-paysagiste) Comment reconstruire nos cités détruites à destination de la commission parlementaire des départements envahis. Le but de l'ouvrage est de rendre accessible aux maires, députés et autres décideurs concernés, les principes d'aménagement et les méthodes[3].
- 1923 : Il devient le secrétaire de la société française des urbanistes.
- 1927-1932 : Plan d'ensemble pour la ville de Rio de Janeiro : la Remodelation d'une capitale. C'est un projet d'extension, de restructuration et d'embellissement. Agache veut affirmer l'aspect monumental et le pouvoir de cette ville capitale, tout en l'aménageant de manière sociale. Ce travail sur Rio est considéré comme la plus grande réalisation d'Agache.
- 1943 : Il réalise, aidé de deux de ses élèves, le plan de Curitiba. Ce plan est encore aujourd'hui perçu comme étant un modèle d'urbanisme écologique.

## Les principes qui l'ont guidé

### Sa définition de l'urbanisme
« L'Urbanisme - nous l'avons souvent dit dans nos conférences - est à la fois une science, un art et une philosophie »

— Alfred Agache, la Remodelation d'une capitale, 1932
Relevons qu'il ne considère pas seulement l'urbanisme comme un art, mais aussi comme une science, une discipline qui doit se baser sur l'étude rationnelle des faits : démographie, géographie, histoire… Cependant, l'urbanisme demeure un art : il doit lutter contre le laid, embellir (notion de monumentalité). L'urbaniste est donc celui qui par cet alliage entre le l'art et la rationalité se situe entre l'architecte et l'ingénieur. L'urbanisme est aussi une philosophie, une philosophie sociale parce qu'elle doit concourir au mieux-être social. Le but d'Agache est d'en faire une science totale, capable d'agir sur tous les champs de la société. On peut le ranger dans l'approche sociologique (à laquelle appartient Poëte) qui s’attache à considérer l’individu…

### L'influence du Musée social
En étant un des membres actifs du Musée social, Agache s’est fortement imprégné des valeurs qui caractérisaient alors ce mouvement.
- Hygiénisme : espace vert, intervention dans logement, tout à l'égout. Émergence de la section hygiène quand Agache se rend célèbre.
- Amélioration de la condition sociale et morale : vie décente, anti-alcoolisme.
- Lutte contre la spéculation et les dérives de la propriété privée, du libéralisme. L'urbanisme œuvrant pour le bien-être de la société va forcément à l'encontre de la propriété privée.
- Son attachement au plan d'ensemble trouve probablement sa source dans le musée social.

### Le plan d'ensemble
« Le Plan [de ville] est une œuvre d'ensemble qui a pour but de fournir les directives générales permettant de modeler la ville au fur et à mesure de son développement. Cette œuvre d'ensemble a besoin d'être étudiée en fonction de données anthropogéographiques, économiques et sociales bien définies »

— Alfred Agache, Congrès de la Société française des urbanistes, Strasbourg, 1923
Le plan d'ensemble est la seule réponse à la crise des villes : aussi bien après-guerre que dans le cas villes nouvelles. Il permet de donner une ossature au développement de la cité, en traçant les grandes voies de circulation et en déterminant des zones prédéfinies. Il rend impossible la trahison de la vision de l'architecte. Il doit être appliqué strictement : il ne doit pas exister d'espace non attribué. Il enlève toute initiative à la propriété privée.
Cet attachement au plan d'ensemble trahit aussi une vision moderniste de la ville en avance d'une vingtaine d'années. Il prône notamment pour une répartition stricte des fonctions (industrie, habitat…) et des besoins de la vie urbaine (quartier de loisir…). Il procède donc à un zonage strict de l'espace.
Agache tente aussi d'adapter la cité à la révolution industrielle. On retrouve notamment dans son ouvrage des consignes pour reconstruire les cités détruites :
- rendre la ville praticable à l'automobile (circulation),
- prendre soin des ouvriers (cités-jardins pour s'adapter à l'exode rural),
- donner une place aux usines non plus en centre ville mais en périphérie autour d’axes de transport.

## Comment reconstruire nos cités détruites
Agache publie en 1915 avec Auburtin (architecte du gouvernement) et Redont (architecte-paysagiste) Comment reconstruire nos cités détruites à destination de la commission parlementaire des départements envahis. Le but de l'ouvrage est de rendre accessible aux maires, députés et autres décideurs concernés, les principes d'aménagement et les méthodes. Il se veut donc pédagogique, mais aussi teinté d'idéologie (importance du plan d'ensemble). Il est organisé en trois parties. La première présente les grands principes (situation en France, idéologie à appliquer sur la ville - celle du Musée social). La deuxième partie aborde le cas des agglomérations dévastées par la guerre. Elle établit une typologie et expose l'opportunité que présente la destruction : c'est sur cela que l'idéologie s’appliquera. La troisième partie détaille le mode de réalisation effectif : comment les décideurs devront s'y prendre… Les auteurs organisent la structure du pouvoir. La place prise par le droit est à ce titre d'importance.
L'ouvrage expose l'opportunité de ces destructions : les villes parfois entièrement dévastées seront reconstruites entièrement. Ces destructions permettront de supprimer les quartiers industriels en centre ville, de réduire l'habitat surpeuplé et insalubre… Il applique l'idéologie du Musée social. Les éléments que l'on y retrouve le plus sont : 
- l'hygiène (tout-à-l'égout, doter les habitations de toilettes, architecture lumineuse, espace vert, lutte contre la pollution…) ;
- le bien-être social et moral (habitat digne pour tous, cité-jardin, éduquer les habitants, les détourner de la tentation…).

La ville évolue à l'ère industrielle : il faut la rendre praticable aux véhicules, redimensionner les routes, construire des déviations, élargir les angles… Les implantations d'usine doivent être stratégiquement étudiées et rationalisées (le long des voies d'eau, des lignes de train…). Une large place est faite à l'esthétique (lutter contre le laid, par des lois notamment). Le plan d'ensemble (le PAEE) est l'unique outil d'intervention (règlement) : il est la solution pour tout. Toutes les villes en seront donc pourvues. Le plan prévoit toute la reconstruction. Idéalement, il doit être élaboré par commune, ou si ce n'est pas possible par département ou par État.

## Le plan pour Canberra (1912)
Il reçut le troisième prix. C'est un plan que l'on peut juger utilitariste (division par secteur), monumental, aux considérations sociales et hygiénistes.
Il est utilitariste, car la ville est divisée en six quartiers : résidentiel, industriel, commercial, universitaire, loisir, politique. Chaque quartier situé en fonction de son attribution : politique en hauteur, par exemple. La disposition des voies est très rationnelle : plan en damier associé à des voies rayonnantes à partir d’un lieu de pouvoir.
Il est monumental, car tout doit évoquer la fonction de capitale de la ville. Y contribuent d'une les monuments disséminés dans toute la ville, les équipements publics, par le dessin des grands axes les grandes avenues : bibliothèques, théâtres, etc. D'autre part, la position des lieux de pouvoir en hauteur, visible de tous, relève aussi du monumental.
Le social et l'hygiène y tiennent également une place importante : les espaces verts occupent 20 % de l'espace total. Le plan prévoit aussi l'élaboration d'un système de drainage et d'égout complexe.
Comme presque tous les plans d'Agache celui-ci ne sera pas appliqué entièrement.

## Critiques
Agache a été critiqué par ses contemporains. Trop ambitieux ses plans n’ont jamais été totalement appliqués : perversion du système, seule la réalisation sociale était synonyme de succès. On critique aussi la planification en elle-même, qui ne permet pas à la ville d’évoluer. On le considère parfois comme un architecte totalitariste, fasciste : des plans jugés démesurés, trop ambitieux, négation de la propriété privée… On lui reproche également d'avoir fréquenté le régime de Getúlio Vargas au Brésil, lors de la confection du plan de Rio notamment. À l’inverse certains architectes comme Le Corbusier ont critiqué sa trop grande considération pour les choses du passé…
Lui-même a évolué puisqu'il ne préconise plus à la fin de sa carrière l'utilisation du plan d'ensemble, mais une intervention plus modeste et sur le long terme de l'urbaniste.

## Distinctions
- Officier d'académie (1912)
- Chevalier de la Légion d'honneur (1925)[4]
- Officier du Nichan Iftikhar